# Dona Flor e i suoi due mariti
Dona Flor e i suoi due mariti (titolo orig. Dona Flor e Seus Dois Maridos) è uno dei romanzi più conosciuti dello scrittore brasiliano Jorge Amado, che lo pubblicò nel 1966. Attraverso una storia fantastica, popolata di figure e figurine, santi e stregoni, lutti e carnevali, riti magici e macumbe, Amado descrive con umorismo scatenato e fantasia picaresca il mondo del proletariato brasiliano, visto nella sua straordinaria umanità, tra miseria materiale e purezza di spirito. Ambientato negli anni Quaranta, mette in rassegna descrizioni estremamente realistiche e nostalgiche della vita quotidiana baiana e del suo passato.

## Trama
Ogni parte si apre con una divagazione di cucina baiana, ricavata dalle ricette o dalle lezioni della protagonista, che per sbarcare il lunario si è improvvisata maestra di cucina. Ambientato nella capitale dello Stato di Bahia - che ufficialmente si chiama Salvador o Sâo Salvador - nei primi anni Sessanta, il libro è un affresco nostalgico della vivace vita dei quartieri popolari baiani. Inizia con la morte di Vadinho, allegro e scapestrato giocatore d'azzardo che si accascia improvvisamente mentre balla per la strada in pieno carnevale, lasciando vedova Flor, donna innamorata ma in continua tribolazione per la vita sregolata del marito.
Nella prima parte è raccontata in flashback la storia dell'amore fra Flor e Vadinho, fra tradimenti, fughe e dissipatezze di lui, alternati con rari momenti di fortuna e splendore. Nella seconda parte viene rappresentato il ritorno ad una vita pacata ed ordinata della vedova ma anche il crescendo di nostalgia per gli amplessi appassionati del marito, carenza di cui Flor, pudica e morigerata, si vergogna e di cui soffre in silenzio. Nello stesso tempo è corteggiata da un pretendente, un farmacista pacato e religioso. I due finiscono per sposarsi.
Ma, benché pieno di premure, dal punto di vista sessuale il nuovo marito non soddisfa del tutto Dona Flor, che sempre più rimpiange Vadinho. Nella terza parte, gli eventi si ribaltano e prendono un andamento fantastico, quando lo spirito di Vadinho ritorna sulla terra e incomincia a stuzzicare Dona Flor. Solamente lei vede Vadinho, che quando sta con Dona Flor sembra essere capace di realizzare le stesse cose che faceva a letto quando era vivo. Dona Flor esita a lungo se rimanere fedele al suo nuovo marito o cedere allo spirito del primo, ma alla fine prende una decisione che si rivelerà azzeccata.

## Personaggi secondari
Spesso in Jorge Amado il tessuto del romanzo è corale, ricco di personaggi secondari coloriti, ma in questo caso tale qualità raggiunge il massimo grado per l'ambiente in cui vive Flor, un quartiere piccolo-borghese dove un vero e proprio coro di comari sorveglia, commenta e propala ai quattro venti ogni minima vicenda della vita dei vicini.
Con pochi tratti l'autore dà vita a tutta una galleria di personaggi secondari: Dona Norma, materna amica, confidente e protettrice di Flor, generosa ed invadente benefattrice di tutto il quartiere, Dona Gisa, la yankee innamorata del Brasile dove si mantiene insegnando inglese e tenta invano di predicare ai retrogradi abitanti di Salvador una libertà sessuale che lei stessa non mette in pratica, Dona Rozilda la pestifera e ambiziosa madre di Flor, autrice di scenate epiche contro Vadinho, Dona Magnolia, venere di periferia che tenta invano di sedurre l'integerrimo farmacista, il languido "Principe" abile truffatore specializzato in vedove, la giovane e romantica Marilda dalla voce d'usignolo, che sogna di cantare alla radio; e poi tutte le allieve di Flor, i compagni di bagordi di Vadinho, la società benpensante e pretenziosa in cui Flor viene introdotta dalla sua seconda unione.

## Adattamenti
Nel 1976 vi fu un adattamento cinematografico, Donna Flor e i suoi due mariti, diretto dal regista Bruno Barreto e interpretato da Sônia Braga, José Wilker e Mauro Mendonça. La colonna sonora è di Chico Buarque, con pezzi celebri come O que será.

## Edizioni italiane
- Dona Flor e i suoi due mariti, traduzione di Elena Grechi, Collana Narratori Moderni, Milano, Garzanti, luglio 1977-2020. - Euroclub, 1979; TEA, 1997; La Biblioteca di Repubblica. Novecento n.17, 2002; in Romanzi vol. I, Collezione I Meridiani, Mondadori, 2002.
- Dona Flor e i suoi due mariti, trad. riveduta e aggiornata di Elena Grechi, Collana Narratori Moderni, Milano, Garzanti, 2021, ISBN 978-88-116-7791-8.